# Lolita No.18
Lolita No.18 (ロリータ18号?, Roriita Juuhachi-gou) è una band punk giapponese, formata da sole ragazze, fondata nel 1989.
È considerata come la band fondatrice del movimento punk di sole ragazze in Giappone.

## Membri
- Masayo Ishizaka - voce
- Takochi - basso
- Tacchamen - chitarra
- TO-BU - batteria

### Membri precedenti
- Kim*Rin - basso fino al (2001)
- Enazo - chitarra fino al (2001)
- Aya Bow  - batteria e voce fino al (2005)
- Gorô - seconda chitarra fino al (2005)

## Discografia
- 1995 - カラテの先生 (Karate Teacher)
- 1996 - 姉さん裸走り (Sister Run Naked)
- 1997 - 髭忍者 (Hige-Ninja)
- 1998 - 父母・NY (FUBO LOVE NY, prodotto da Joey Ramone)
- 1999 - ヤリタミン (YALITAMIN)
- 1999 - TOY DOLL (prodotto da Olga - Toy Dolls)
- 2000 - ロリータ18号ライブ1995-1996 (Lolita No.18 Live 1995-1996)
- 2000 - 副隊長 (fukutaichou)
- 2000 - TOY DOLL TOUR 2000
- 2000 - 鳥人間 (toriningen, pubblicato in Inghilterra come "Angel of The North", prodotto da Olga - Toy Dolls)
- 2001 - THE GREAT ROCK'N'ROLL FESTIVAL!!
- 2002 - BEST OF LOLITA No.18
- 2003 - DESTROIN
- 2004 - LOLITA LET'S(ラ)GO!GO!!GO!!!
- 2005 - CHECK THE MARTEN
- 2005 - NUTS THE ANIMAL